# Висковатов, Степан Иванович
Степа́н Ива́нович Вискова́тов (1786, Псковская губерния — 1831, Санкт-Петербург) — русский драматург, поэт, переводчик; беспоместный дворянин.

## Биография
Родился 18 (29) июля 1786 года в селе Сторожня Порховского уезда Псковской губернии. В 1800 году поступил на военную службу и в 1807 стал сотенным начальником в псковском ополчении. В 1808 году был дежурным офицером и библиотекарем в горном корпусе, преподавая русскую словесность и историю. В 1811 году служил чиновником в Особенной канцелярии министерства полиции. После создания III отделения был некоторое время его агентом, поставлял небольшие записки о разного рода слухах и получал за это денежное вознаграждение. Но вскоре стал членом ученого комитета по горной и соляной части. В 1828—1829 годах был переводчиком при дирекции Санкт-петербургских театров.
В 1831 года он сообщал П. Г. Дивову, что «дошел до <…> крайности нужд в необходимостях» и «должен просить милостыню во имя Христа Спасителя», и просит «дать какую-нибудь благодетельную денежную помощь несчастному — прожившему полвека в довольствии и на эту минуту не знающему, чем пропитать себя и не имеющему даже приличной одежды. Летом 1831 года вышел из своего дома и пропал без вести.

## Творческая деятельность
Его стихотворения собраны в книге «И моя лира» (СПб., 1806). Получил некоторую литературную известность переводом «Гамлета».
Его трагедии в стихах, в 5 д.:
- «Ксения и Темир» (СПб., 1810)
- «Радамист и Зенобия»,
- «Кребильона» (СПб., 1810);
- «Гамлет» (СПб., 1811 и 1829);
- «Ипермнестра», подражение Лемьеру (СПб., 1812).

Сыграны в театре, но не напечатаны:
- «Инеса де Кастро» (1810);
- «Всеобщее ополчение» (1812);
- «Царица Амазонская» (1813);
- «Владимир Мономах» (1816);
- «Радость молдаван или победа» (1828).